# Klaus Peter Arnold
Klaus Peter Arnold (* 1. Februar 1942 in Wien; † 20. Juli 2017 in Zwettl) war ein österreichischer Geograph, Historiker und Tourismuswissenschaftler, der bis 2007 als Professor am Institut für Wirtschaftsgeographie der Wirtschaftsuniversität Wien wirkte.

## Leben
Arnold besuchte das Gymnasium Stubenbastei, wo er 1958 seine Matura erwarb. Danach leistete er Militärdienst im Bundesheer, das er im Rang eines Oberstleutnants verließ. Arnold studierte anschließend Geographie und Geschichte an der Universität Wien, wo er 1973 mit einer Dissertation über die östliche Sattnitz in Kärnten promovierte. Danach war er Universitätsassistent und seit 1975 Lektor für Tourismusgeographie am Institut für Wirtschaftsgeographie der Wirtschaftsuniversität in Wien. Hier habilitierte er sich 1989 mit einer Studie zur Industriegeographie des Bundeslandes Niederösterreich. Von 1998 bis 2007 leitete Arnold den Österreichischen Universitätslehrgang für Tourismuswirtschaft, in dem er 1999 das E-Learning als neue Lehrform einführte. Seit seiner Emeritierung 2007 lebt Arnold in Amaliendorf-Aalfang im nordwestlichen Waldviertel. Von 2008 bis 2009 leitete er noch den Studiengang Event-Engineering an der New Design University in St. Pölten.
Klaus Peter Arnold trat als Verfasser zahlreicher wissenschaftlicher Veröffentlichungen und Studien hervor. Für die Vereinigung Österreichischer Industrieller erstellte er einen Wiener Industrieatlas. Er beschäftigte sich mit zahlreichen internationalen Regionen, darunter der Krim, und österreichischen Regionen wie der um den Neusiedler See. Von 1985 bis 2002 und von 2006 bis 2007 war er der Präsident der Österreichischen Gesellschaft für Wirtschaftsraumforschung. Zu seinen akademischen Schülern zählen Caroline Funke, Franz Günther Jauck und Birgit Hutter.

## Werke
- Die östliche Sattnitz. Die Problematik eines stagnierenden Agrarraumes im Stadtumland von Klagenfurt. Wien 1976
- Stochastische Transportprobleme. Hamburg 1987, ISBN 3-925630-14-7
- Wirtschaftsgeographie. Berlin: Hirt 1992, ISBN 3-443-03102-1
- Geschichte und Geographie von Amaliendorf-Aalfang. Berlin 2014, ISBN 978-3-8442-9113-1
- Tourismus im Tiroler Oberland. Angebotsvielfalt, Nachfragestrukturen und Tourismusentwicklung. Berlin 2014 ISBN 978-3-8442-9105-6